# Medaille „50. Jahrestag des Sieges im Großen Vaterländischen Krieg 1941–1945“

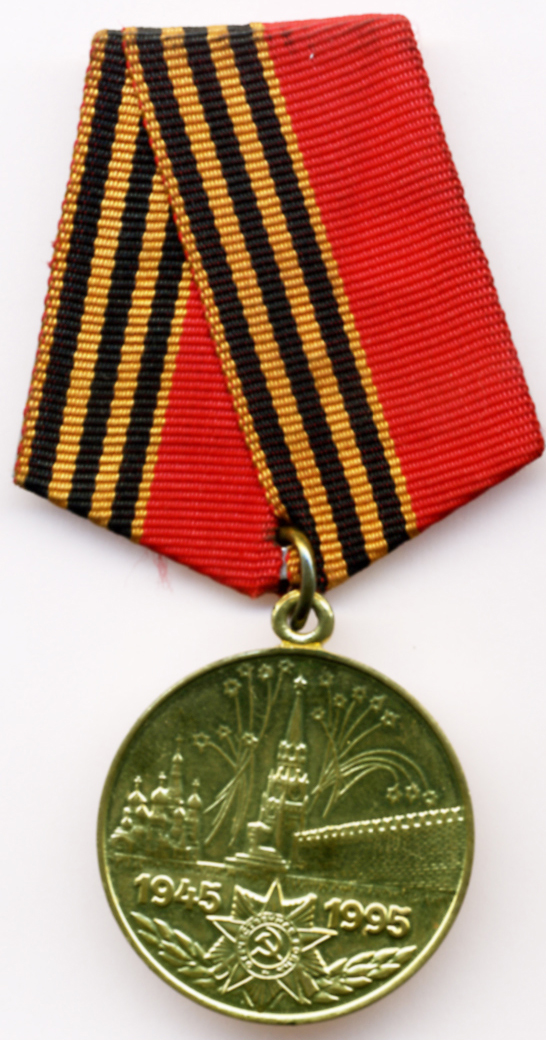
Avers der Medaille

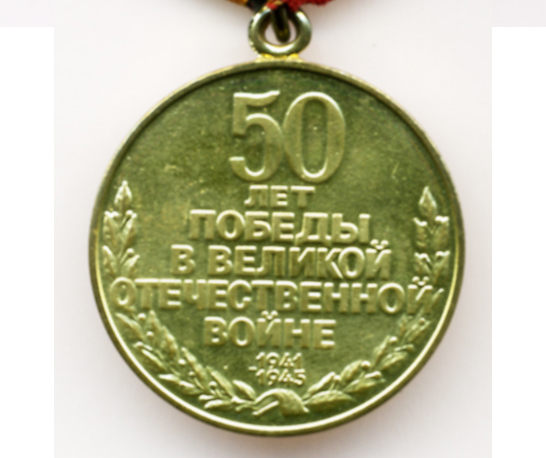
Revers der Medaille

Die Medaille „50. Jahrestag des Sieges im Großen Vaterländischen Krieg 1941–1945“ (russisch Юбилейная медаль «50 лет Победы в Великой Отечественной войне 1941—1945 гг.») ist eine gemeinsame Auszeichnung in Russland, Kasachstan, Armenien, Belarus und der Ukraine, (d. h. der ehemaligen Sowjetunion), welche anlässlich des 50. Jahrestages des Sieges im Vaterländischen Krieg gegen Hitlerdeutschland in einer Stufe gestiftet wurde. So wurde die Medaille z. B. am 7. Juli 1993 in Russland, am 26. Oktober 1993 in der Republik Kasachstan und in Belarus am 14. März 1995 gestiftet. Am 7. September 2010 verlor diese Medaille des Status einer russischen staatlichen Auszeichnung. Die Medaille erhielten überwiegend alle militärischen und zivilen Personen, die in den Sowjetischen Streitkräften am Sieg im Großen Vaterländischen Krieg beteiligt waren.
Die 32 mm durchmessende vergoldete Medaille zeigt auf ihrem Avers den Kreml mit umgebendem Feuerwerk sowie darunter einen liegenden Sowjetstern, der die Jahreszahlen 1945 1995 unterbricht. Das Revers der Medaille zeigt dagegen die fünfzeilige Inschrift: 50 / лет / Победы / в Великой / Отечественной / войне / 1941–1945 гг. (50 Jahre des Sieges im Großen Vaterländischen Krieg 1941–1945) Umschlossen wird dieser Schriftzug von einem halbkreisförmigen Gebinde aus Lorbeerzweigen. Getragen wird die Medaille an der linken Brustseite des Beliehenen an einer pentagonalen roten Spange. Die linke Hälfte des Ordensbandes wird dabei von der FarbkombinationOrange-Schwarz-Orange-Schwarz-Orange-Schwarz-Orange beherrscht. Die Interimspange ist von gleicher Beschaffenheit.